# New Sharon, Maine
New Sharon är en kommun (town) i Franklin County i Maine. Vid 2010 års folkräkning hade New Sharon 1 407 invånare.